# Condado de Ocean
El condado de Ocean (en inglés: Ocean County) fundado en 1850 es un condado en el estado estadounidense de Nueva Jersey. En el 2010 el condado tenía una población de 576,567 habitantes en una densidad poblacional de 243 personas por km². La sede del condado es Toms River.

## Geografía
Según la Oficina del Censo, el condado tiene un área total de 2372 km² (915,8 mi²), de la cual 1647 km² (635,9 mi²) es tierra y 725 km² (279,9 mi²) (30.53%) es agua.

### Condados adyacentes
- Condado de Monmouth - norte
- Condado de Atlantic - sur
- Condado de Burlington - oeste

## Demografía
En el 2007 la renta per cápita promedia del condado era de $46,443, y el ingreso promedio para una familia era de $56,420. En 2000 los hombres tenían un ingreso per cápita de $44,822 versus $30,717 para las mujeres. El ingreso per cápita para el condado era de $23,054 y el 7.00% de la población estaba bajo el umbral de pobreza nacional.

## Localidades

### Boroughs
Barnegat Light |
Bay Head |
Beach Haven |
Beachwood |
Harvey Cedars |
Island Heights |
Lakehurst |
Lavallette |
Mantoloking |
Ocean Gate |
Pine Beach |
Point Pleasant |
Point Pleasant Beach |
Seaside Heights |
Seaside Park |
Ship Bottom |
South Toms River |
Surf City |
Tuckerton

### Municipios
Barnegat |
Berkeley |
Brick |
Eagleswood |
Jackson |
Lacey |
Lakewood |
Little Egg Harbor |
Long Beach |
Manchester |
Ocean |
Plumsted |
Stafford |
Toms River

### Lugares designados por el censo
Barnegat |
Beach Haven West |
Cedar Glen Lakes |
Cedar Glen West |
Crestwood Village |
Dover Beaches North |
Dover Beaches South |
Forked River |
Harmony |
Holiday City-Berkeley |
Holiday City South |
Holiday Heights |
Lakewood |
Leisure Knoll |
Leisure Village |
Leisure Village East |
Leisure Village West |
Manahawkin |
Mystic Island |
New Egypt |
North Beach Haven |
Ocean Acres |
Pine Ridge at Crestwood |
Leisure Village West-Pine Lake Park |
Silver Ridge |
Toms River |
Vista Center |
Waretown

### Áreas no incorporadas
Bayville |
Cassville |
High Bar Harbor |
Lanoka Harbor |
Loveladies |
Parkertown |
Silverton |
Warren Grove |
West Creek |
West Tuckerton |
Whiting